# Conspiración tarquiniana
La conspiración tarquiniana fue conjura llevada a cabo por algunos senadores y líderes políticos de la antigua Roma en el año 509 a. C. para restaurar la monarquía y poner a Tarquinio el Soberbio de nuevo en el trono. Los conspiradores fueron descubiertos y ejecutados. Este episodio es parte de la mítica historia temprana de Roma.

## Contexto
En el año 509 a. C., la monarquía romana fue derrocada como resultado de un resentimiento general por el comportamiento del rey Tarquinio el Soberbio, especialmente por su hijo Sexto Tarquinio, que había violado a Lucrecia, una romana de ascendencia noble. Un golpe de Estado liderado por Lucio Junio Bruto resultó en la expulsión de la familia real. Se estableció la República romana y se eligieron cónsules anualmente para gobernar la ciudad.

## Conspiración
Bruto fue elegido como uno de los dos primeros cónsules en el 509 a. C. Ese mismo año, llegaron a Roma embajadores de la familia real para persuadir al Senado romano de devolver a la realeza las propiedades que les habían sido arrebatadas durante el golpe. En secreto, mientras el Senado debatía la propuesta, los embajadores buscaron partidarios de la monarquía en Roma para formar una conspiración y permitir el regreso de la familia real a la ciudad. Dos hermanos de la esposa de Bruto, senadores de la gens Vitelia, fueron los líderes de la conspiración junto con tres hermanos de la gens Aquilia y otros hombres cuyos nombres se han perdido en la historia. Dos de los hijos de Bruto, Tito Junio Bruto y Tiberio Junio Bruto, se les unieron.

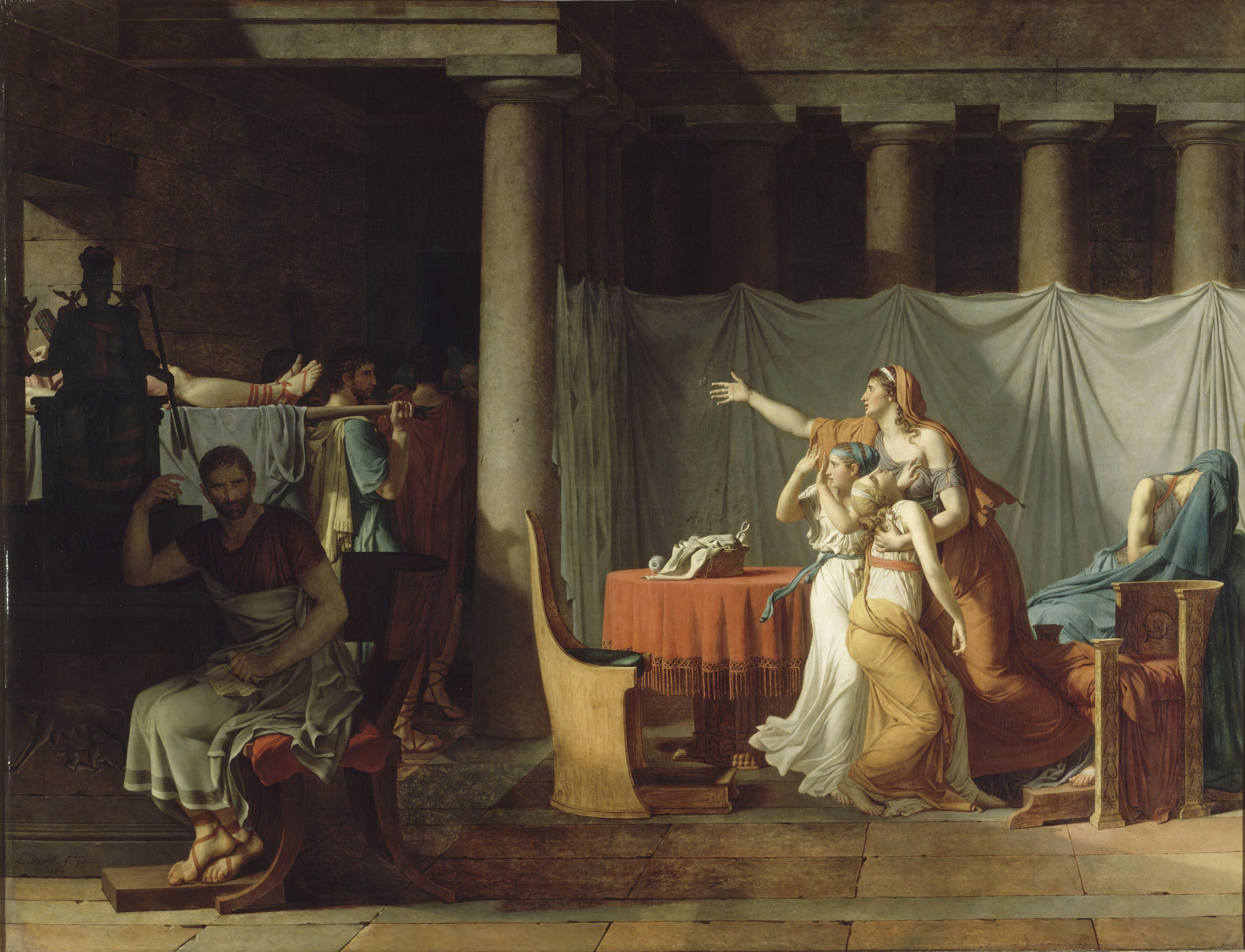
Los lictores llevan a Bruto el cuerpo de sus hijos, 1789, Jacques-Louis David, óleo sobre lienzo, Museo del Louvre, París.

Sin embargo, un esclavo de la gens Vitelia, habiendo presenciado la reunión de los conspiradores en la casa de su amo (que, según Plutarco, involucraba un horrible juramento con sacrificios humanos y canibalismo), alertó a los cónsules, quienes inmediatamente capturaron a los embajadores y a los conspiradores.

## Castigo
Los embajadores de la familia real habían persuadido a los conspiradores de confirmar su lealtad a la causa realista por escrito, por lo que nadie dudó de su culpabilidad.
Los embajadores fueron liberados por respeto a la ius gentium. Sin embargo, los traidores fueron condenados a muerte, incluyendo los hijos de Bruto.
Los cónsules se sentaron en el tribunal para presenciar la ejecución. Los lictores llevaron a cabo el castigo. Los traidores fueron desnudados, apaleados y posteriormente decapitados. Se dice que Bruto a veces estallaba con emoción durante el tormento de sus hijos, aunque otras fuentes dicen que miró estoicamente mientras se llevaba a cabo el castigo.
Al esclavo que reveló la conspiración le fue concedida la libertad y el estatus de ciudadano romano. También se le otorgó una suma de dinero como recompensa.